# Rebstar
Rebin Shah, född 4 oktober 1988, bättre känd under sitt scennamn Rebstar, är en svensk artist och företagare inom hiphop. Han är också grundaren av det svenska skivbolaget Today Is Vintage.
Rebstar och Today Is Vintage har fått stor internationellt genomslag som den som leder den "svenska invasionen".

## Bakgrund
Rebin Shah föddes i Malmö den 4 oktober 1988. Han är det enda barnet till en persisk mor och en kurdisk far. Han fastnade för hiphop i tidig ålder och växte upp i Rosengård fram till sena tonåren. Han lärde sig engelska i en internationell grundskola och flyttade efter studenten till Storbritannien för att studera lag vid universitetet i Aberdeen. Efter en kort tid i Skottland avbröt han studierna och flyttade tillbaka till Sverige för att fokusera på musik.

## Musikkarriär

### 2008–2011: tidig karriär
I slutet av 2008 släppte Rebstar sin debutsingel "Without You", producerad av kanadensiska T-Minus och med Trey Songz.  "Without You" blev snabbt en hit och var den tredje mest efterfrågade låten på svensk radio. Singelns framgång ledde till att Trey Songz kom till Sverige för en PR-turné med Rebstar i december 2008.     
År 2008 grundade Rebstar 2fresh Records för att släppa sin egen musik. 2fresh fungerade som etiketten för Rebstars musik och har släppt singlar i samarbete med handlingar som Trey Songz, Ray J,  Boi-1da och mer. 
Rebstars första mixtape Arrival släpptes den 4 oktober 2010. Den har Ray J, Trey Songz, Boi-1da, T-Minus, REO, DJ Pain 1. En uppföljningsblandning med titeln Arrival 2.0 släpptes den 3 maj 2011, inklusive tre nya låtar.
I juli 2011 läckte en låt av Rebstar med titeln "Good Life" med Drake och Rock City på flera bloggar.

### 2012–2013:Bad Karmaand Today Is Vintage
I mars 2012 släppte han blandningen Bad Karma med marknadsföringsstöd från The Pirate Bay och MediaFire. I augusti 2012 presenterade Rebstar på Kállay Saunders singel " Tonight ". Låten toppade nr 5 på Ungerns topp 40-listor med en medföljande musikvideo, släppt 6 september 2012.
Under hösten 2012 tillkännagav Rebstar grundandet av en ny etikett, Today Is Vintage. I november 2012 blev Kállay Saunders den första artisten under Today Is Vintage. I december 2012 släpptes Saunders första singel under etiketten, " My Baby ".
I augusti 2013 tillkännagav Rebstar ett partnerskap med Studieförbundet Vuxenskolan för att bilda Vintage Initiativet, en ideell organisation för unga musiker i Malmö[källa behövs]. Rebstar fungerar som ordförande för organisationen och som en av mentorerna för barn och tonåringar som är intresserade av musik. 
Den 21 augusti 2013 släpptes låten Play my song där Rebstar medverkade med Kállay Saunders. Låten hamnade på plats 16 på ungerska MAHASZ topp 40, vilket ledde till en östeuropeisk turné samordnad av Rebstar och Saunders. Singeln följdes upp med en musikvideo som släpptes den 7 oktober 2013. 

### 2014–2016:You know nothing about loveochGirls like Nicole
Den 29 september 2014 släppte Rebstar "Safe Safe (040 Zlatan Mix)", med flera framstående rappare från Malmö. Låt- och musikvideoen är en hyllning till den svenska fotbollsspelaren Zlatan Ibrahimović, som också kommer från samma område som Rebstar, Rosengård. "Safe Safe" blev en internationell framgång men var också kontroversiell på grund av videons överdrivna skildring av Zlatan.
I mitten av 2014 började Rebstar arbeta nära med den gambiska skivkonstnären Saint, vilket ledde till att artisten senare gick över till skivbolaget Today Is Vintage.
Den 13 juni 2015 släppte Rebstar sin nya singel "Thing About You" och meddelade att han arbetar med ett nytt album, Girls Like Nicole. Singeln ledde till att  Rebstar blev den första svenska rapparen på över ett decennium som spelades på amerikanska MTV.
I oktober 2015 släppte Rebstar ännu en singel, "Reputation".[källa behövs] Den 30 november 2015 följde Rebstar upp med EP:n You Know Nothing About Love, bestående av sex låtar. 
I mars 2016 avslöjade Rebstar för Forbes att hans album Girls Like Nicole skulle släppas i slutet av våren. I juni 2016 släppte Rebstar sitt album Girls Like Nicole. 

### 2017:Swedish InvasionochDon't Stress Me
I december 2016 släpps LE SINNER. Hans debutsingel "Paris" nådde nr 1 på Spotifys virala lista i USA och samlade 3 miljoner streams inom de första fyra månaderna.
Rebstars låt "Don't Stress Me" släpptes i september 2017, från ett nytt album med samma titel. 

### 2019:Rosengård
Rebstars tredje album Rosengård släpptes till mest positiva recensioner i april 2019. Titeln hänvisar till var Shah växte upp. Albumomslaget visar Shah som barn i en trädgård. Albumet producerades av hans dåvarande flickvän, nu fru, Saturday Night Live-manusskrivaren Megan Callahan. 

## Privatliv
Rebstar är gift med Saturday Night Live-författaren Megan Callahan.

## Diskografi

### Mixtapes
- Ankomst (2010)
- Ankomst 2.0 (2011)
- Bad Karma (2012)

### EP
- You Know Nothing About Love (2015)

### Album
- Girls Like Nicole (2016)
- dont stress Me (2017)
- Rosengård (2019)

### Singel
- "Without You" feat. Trey Songz (2009)
- "All Night" feat. Kállay Saunders (2013)
- "Safe Safe" (2014)
- "Thing About You" (2015)
- "Reputation" (2015)
- "Haii" (2017)
- "Hello Kitty" feat. LE SINNER (2017)
- "Promises" (2018)
- "EMERGENCY" (2019)

### Samarbeten
- “See Me, Hear Me, Feel Me, Touch Me” by Gravitonas feat. Rebstar (2012)
- “Break Me Up” by Gravitonas feat. Rebstar (2012)
- "Tonight" by Kállay Saunders feat. Rebstar (2012)
- "Play My Song" by Kállay Saunders feat. Rebstar (2013)
- “Safe Safe 040 Mix” by Rebstar feat. Saint, Lilleman, Lazee & The C.I.T.Y. (2014)
- “Fakka Me Mej Remix” by Rebstar &. Nomad (2015)